# Високосное лето
«Високосное лето» — советская рок-группа, основанная московским гитаристом-вокалистом Александром Ситковецким и клавишником Крисом Кельми летом 1972 года.

## История
«Високосное лето» было создано из музыкантов московских рок-групп «Аэропорт» и «Садко». В первый состав входили: Александр Ситковецкий (гитара, вокал), Крис Кельми (бас, вокал), Юрий Титов (ударные). Через полгода к группе присоединился вокалист Андрей Давидян. Основу репертуара составляли песни The Beatles и The Rolling Stones. Выступали на школьных вечерах и танцах.
В 1974 году к группе присоединяется бас-гитарист Александр Кутиков, ушедший из «Машины времени». Было принято решение, что Крис Кельми станет клавишником, поскольку он окончил музыкальную школу по классу фортепиано. Совместными усилиями купили для музыканта электроорган. В том же 1974 году Титов ушёл в армию, вместо него пришёл Анатолий Абрамов.
По предложению Кутикова, музыканты начали сочинять собственные песни, сначала на английском языке, затем — на русском. Позже Кутиков привел в группу рок-поэтессу Маргариту Пушкину, с которой сотрудничал ещё в 1970 году. Тексты песен Пушкиной несли черты психоделической поэзии конца 60-х — начала 70-х, в которых были явные отсылки к композициям The Doors, Джими Хендрикса и др.
В 1975 году группа дала свой первый серьёзный концерт с декорациями, костюмами, дымом и стробоскопом. Выступления состояли из трёх частей: арт-роковая песенная программа (40 минут), опера «Прометей Прикованный» (45 минут), рок-н-роллы (30 минут). Во время выступления, Кельми в темноте натягивал чёрный тренировочный костюм, на котором флюоресцентной краской был нарисован скелет.
В 1975 году Абрамов уходит в «Аракс», вместо него приходит Валерий Ефремов.
По мнению Криса Кельми, вершиной «Високосного лета» стал фестиваль самодеятельных групп в Таллине в 1976 году, где они удивили всех своим шоу и световыми эффектами.
В 1978 году «Високосное лето» участвует в рок-фестивале в Черноголовке, где наряду с «Машиной времени» имеет наибольший успех и получает премии за профессионализм и театрализацию. По воспоминаниям Маргариты Пушкиной, жюри также попеняло музыкантам за «оторванность в текстах от реалий сегодняшнего дня».
В том же 1978 году на речевой студии ГИТИСа были сделаны записи песен, которые официальны были изданы только в 1995 году на CD «Лавка Чудес».
В мае 1979 года группа распалась из-за противоречий между создателями.
После раскола Кельми создал «Рок-ателье», Ситковецкий — «Автограф». Кутиков и Ефремов перешли в «Машину времени». Абрамов в дальнейшем сотрудничал с такими группами, как «Цветы», «Рок-Ателье», «Белый орёл», «Чёрный Кофе» и др.
По мнению Маргариты Пушкиной, «второй такой группы, как „високосники“ не появилось. Она имела свое, специфическое для Москвы звучание, свой сценический образ и огромную армию поклонников».

## Состав
- Александр Ситковецкий — гитара, вокал (1972—1979)
- Крис Кельми (Анатолий Кельми) — клавишные, вокал (1972—1979)
- Александр Кутиков — бас-гитара, вокал (1974—1979)
- Валерий Ефремов — ударные (1975—1979)
- Анатолий Абрамов — ударные (1974—1975)
- Юрий Титов — ударные (1972—1974)
- Андрей Давидян — вокал (1972—1974)

## Дискография
- 1978 — «Прометей прикованный» (магнитоальбом).
- 1978 — «Високосное лето» (магнитоальбом).
- 1979 — «Концерт» (магнитоальбом).
- 1996 — «Лавка Чудес» (CD)

## Фильмография
- 1976 — Шесть писем о бите[6]